# We All Have Demons
| Оценки критиков  | Оценки критиков |
| Источник         | Оценка          |
| ---------------- | --------------- |
| indievisionmusic | [ 1 ]           |

We All Have Demons — дебютный альбом американской пост-хардкор-группы The Color Morale. Альбом вышел 1 сентября 2009 года на лейбле Rise Records. На песню «Humannequin» был снят музыкальный клип.

## Список композиций
| №                   | Название                                                   | Длительность |
| ------------------- | ---------------------------------------------------------- | ------------ |
| 1.                  | «The Sage of Washington Oaks»                              | 1:51         |
| 2.                  | «Close Your Eyes and Look Away»                            | 3:35         |
| 3.                  | «When One Was Desolate»                                    | 4:15         |
| 4.                  | «Humannequin»                                              | 3:15         |
| 5.                  | «Resource: Recourse»                                       | 2:13         |
| 6.                  | «A Sponge in the Ocean»                                    | 3:26         |
| 7.                  | «Hopes Anchor» (featuring Brian Tombari of City of Ghosts) | 4:57         |
| 8.                  | «Manumission»                                              | 1:23         |
| 9.                  | «The Man Behind the Hands»                                 | 4:19         |
| 10.                 | «I, the Jury»                                              | 5:10         |
| Общая длительность: | Общая длительность:                                        | 34:29        |

## Участники записи
- Гаррет Рэпп — вокал
- Рэймон Мендоза — соло-гитара
- Джон Бросс — ритм-гитара, бэк-вокал
- Джастин Хисер — бас-гитара, бэк-вокал
- Стив Кэри — барабаны, перкуссия